# México nos Jogos Olímpicos de Inverno de 2018
O México participou dos Jogos Olímpicos de Inverno de 2018, realizados na cidade de Pyeongchang, na Coreia do Sul. 
Foi a nona aparição do país em Olimpíadas de Inverno, sendo que participa regularmente desde os Jogos de 2010, em Vancouver. Esteve representado por quatro atletas que competiram em três esportes.

## Desempenho

### Esqui alpino
Feminino
| Atleta         | Evento         | Descida 1 | Descida 2 | Total   | Pos. |
| -------------- | -------------- | --------- | --------- | ------- | ---- |
| Sarah Schleper | Slalom gigante | 1:16.80   | DNF       | DNF     | DNF  |
| Sarah Schleper | Super-G        |           |           | 1:27.93 | 41º  |

Masculino
| Atleta          | Evento         | Descida 1 | Descida 2 | Total   | Pos. |
| --------------- | -------------- | --------- | --------- | ------- | ---- |
| Rodolfo Dickson | Slalom         | DNF       | DNF       | DNF     | DNF  |
| Rodolfo Dickson | Slalom gigante | 1:17.02   | 1:16.67   | 2:33.69 | 48º  |

### Esqui cross-country
Masculino
| Atleta         | Evento      | Final   | Final |
| Atleta         | Evento      | Tempo   | Pos.  |
| -------------- | ----------- | ------- | ----- |
| Germán Madrazo | 15 km livre | 59:35.4 | 116º  |

### Esqui estilo livre
Masculino
| Atleta        | Evento     | Preliminar | Preliminar | Preliminar | Final       | Final       | Final       | Final       |
| Atleta        | Evento     | Descida 1  | Descida 2  | Pos.       | Descida 1   | Descida 2   | Descida 3   | Pos.        |
| ------------- | ---------- | ---------- | ---------- | ---------- | ----------- | ----------- | ----------- | ----------- |
| Robert Franco | Slopestyle | 21.60      | 36.00      | 27º        | Não avançou | Não avançou | Não avançou | Não avançou |

Legenda
| Recorde mundial      | Recorde mundial (World record)               |                       | Recorde africano                      | Recorde africano (African) |                                           | Q | Classificado por posição (Qualified) |
| Recorde olímpico     | Recorde olímpico (Olympic record)            | Recorde da América    | Recorde da América (Americas)         | q                          | Classificado por melhor tempo (Qualified) |   |                                      |
| Melhor marca do ano  | Melhor marca do ano (World leading)          | Recorde asiático      | Recorde asiático (Asian)              | DNS                        | Não largou (Did not start)                |   |                                      |
| Recorde nacional     | Recorde nacional (National record)           | Recorde europeu       | Recorde europeu (European)            | DNF                        | Não terminou (Did not finish)             |   |                                      |
| Recorde pessoal      | Recorde pessoal do atleta (Personal best)    | Recorde da Oceania    | Recorde da Oceania (Oceania)          | DSQ / DQ                   | Desclassificado (Disqualified)            |   |                                      |
| Recorde da temporada | Recorde da temporada do atleta (Season best) | Recorde sul-americano | Recorde sul-americano (South America) | NM                         | Sem marca (No mark)                       |   |                                      |